# 耶律阿思
耶律阿思（やりつ あし、生没年不詳）は、遼（契丹）の政治家・軍人。字は撒班。

## 経歴
耶律独攧の子として生まれた。清寧初年、祗候郎君に補任された。弓射を得意とし、狩猟の差配をつかさどって、渤海近侍詳穏に進んだ。
清寧9年（1063年）、耶律重元の乱が起こると、阿思は護衛の蘇とともに耶律涅魯古を射殺し、靖乱功臣の称号を賜った。太康9年（1083年）、契丹行宮都部署に転じた。太安2年（1086年）、知北院大王事を兼ねた。太安4年（1088年）、漆水郡王に封じられた。寿昌元年（1095年）12月、北院枢密使となり、監修国史をつとめた。
乾統元年（1101年）、道宗が死去すると、遺命を受けて于越の位を加えられた。耶律乙辛の党与のうち罪の重い者から賄賂を受けて、多くの者に寛大な処置を取った。蕭合魯が辺境の軍備の増強を提案したことがあったが、阿思はつとめてこの案に反対したため、金のために国を売ったとそしられた。
後に病気のため口が利けなくなって致仕し、尚父の位を加えられ、趙王に封じられた。80歳で死去すると、斉国王に追封された。

## 伝記資料
- 『遼史』巻96 列伝第26